# Eutrichopodopsis nitens
Eutrichopodopsis nitens är en tvåvingeart som beskrevs av Blanchard 1966. Eutrichopodopsis nitens ingår i släktet Eutrichopodopsis och familjen parasitflugor. Inga underarter finns listade i Catalogue of Life.